# NGL 자치국
《NGL 자치국》은 헌터 × 헌터에 등장하는 지역으로 미테네 연방을 구성하는 국가 중 하나다. 친환경 단체 조직 네오 그린 라이프(영어: Neo Green Life, 약칭 NGL)의 자치 국가이며 인구 217만 명 중 99%가 단체원이고 나머지 1%는 자원 봉사자로 구성됐다. 기계 문명을 버리고 자연 회귀의 생활과 자연 보호를 목적으로 하고 있으며, 금속 및 전자 기기, 석유 제품이나 유리 제품 등의 반입은 법으로 금지되어있다. 실버 치아 나 성형용 실리콘이 체내에 있는 사람은 절제하지 않으면 입국할 수 없다. 위반한 경우 최악 극형 수도 있다.